# Bukit Harapan (Gunung Meriah)
Bukit Harapan is een bestuurslaag in het regentschap Aceh Singkil van de provincie Atjeh, Indonesië. Bukit Harapan telt 2424 inwoners (volkstelling 2010).